# Biophytum
Biophytum é um género botânico pertencente à família Oxalidaceae.